# Japan Cup 2002 (ciclismo)
La Japan Cup 2002, undicesima edizione della corsa, si svolse il 27 ottobre 2002 su un percorso di 151,3 km. Fu vinta dall'italiano Sergio Barbero al traguardo con il tempo di 4h03'29" alla media di 37,28 km/h

## Ordine d'arrivo (Top 10)
| Pos. | Corridore          | Squadra       | Tempo    |
| ---- | ------------------ | ------------- | -------- |
| 1    | Sergio Barbero     | Lampre-Daikin | 4h03'29" |
| 2    | Igor Astarloa      | Saeco         | s.t.     |
| 3    | Fabio Sacchi       | Saeco         | a 18"    |
| 4    | Luca Paolini       | Mapei         | s.t.     |
| 5    | Manuel Beltrán     | Team Coast    | s.t.     |
| 6    | Massimo Codol      | Lampre        | s.t.     |
| 7    | Koki Shimbo        | Asian Ind.    | s.t.     |
| 8    | Rubens Bertogliati | Lampre        | s.t.     |
| 9    | Michael Rasmussen  | CSC-Tiscali   | s.t.     |
| 10   | Patrik Sinkewitz   | Mapei         | a 37"    |